# Farley Granger
Farley Earl Granger (San Jose, 1º luglio 1925 – New York, 27 marzo 2011) è stato un attore statunitense.
La sua carriera si sviluppò nel corso di parecchi decenni, con particolare successo tra la fine degli anni quaranta e l'inizio degli anni cinquanta, grazie soprattutto alle interpretazioni nei film Nodo alla gola (1948) e L'altro uomo (1951), entrambi diretti da Alfred Hitchcock. Altre due importanti interpretazioni furono nei film Senso (1954), diretto da Luchino Visconti e, in seguito, Lo chiamavano Trinità (1970), per la regia di Enzo Barboni.

## Biografia

### Infanzia ed adolescenza
Farley Earle Granger II nacque da Farley Earle I, un rivenditore di autovetture, e da Eva Mae. Trascorse un'infanzia felice nella casa di famiglia e presso la residenza estiva californiana di Capitola. A seguito della Grande depressione del 1929, i Granger furono costretti a vendere entrambe le abitazioni, insieme ai gioielli di famiglia, e dovettero trasferirsi al secondo piano del fabbricato ove era sito il salone di vendita di automobili del padre, nel circondario di San José, ove vissero per i successivi due anni. Infine il padre trovò impiego presso l'Ufficio di collocamento di Hollywood.
Nella nuova abitazione i Granger vissero porta a porta con Donald O'Connor, futura star del musical Cantando sotto la pioggia (1952). Grazie alla sua attività di impiegato presso l'Ufficio di collocamento, il padre di Granger fece conoscenza con molti attori, fra i quali Adolphe Menjou e il comico Harry Langdon, il quale mise in contatto il diciassettenne Farley con gli agenti cinematografici Phil Gersh e Bob McIntyre, quest'ultimo direttore di cast per il produttore Samuel Goldwyn. Dopo aver assistito ad un suo provino, i due agenti gli procurarono una parte nel film che Goldwyn stava per realizzare, Fuoco a oriente (1943). Dopo questa partecipazione, Granger firmò un contratto di sette anni con Goldwyn, con uno stipendio di 100 dollari la settimana.

### La carriera hollywoodiana
Il Dipartimento Pubblicità degli Studios di Goldwyn si preoccupò inizialmente che il pubblico potesse confondere il cognome del giovane attore con quello del divo inglese Stewart Granger, per cui mise a disposizione un breve elenco di nomi d'arte fra cui Farley potesse scegliere il proprio. Tuttavia, dopo un colloquio con Goldwyn, il cambiamento di nome non ebbe seguito.
(Autobiografia di Farley Granger)
Goldwyn fece inserire Granger nel cast del film I migliori anni della nostra vita (1946), per ricoprire il ruolo di un cerebroleso ma, prima che si desse inizio alla lavorazione, il produttore ebbe un ripensamento circa il personaggio e ritenne che la rappresentazione di un reduce che avesse subito gravi ferite di guerra sarebbe stata più attuale, cosicché la parte destinata a Granger fu affidata al veterano della seconda guerra mondiale Harold Russell, che aveva perduto entrambe le braccia in battaglia.
Dopo due anni Granger (così nella sua autobiografia) chiese a Goldwyn di poter risolvere il contratto, ma ne ricevette un rifiuto. Nel 1948 Goldwyn lo inserì in un ruolo di spalla nel film Fuga nel tempo (1948), che però non ebbe il successo che il produttore si attendeva.
Alfred Hitchcock chiese ed ottenne da Goldwyn il prestito di Granger quale coprotagonista, accanto a John Dall, del suo primo film a colori, Nodo alla gola (1948), la cui trama era tratta in parte dal caso di omicidio Leopold e Loeb. In questo film, Granger e Dall interpretano i ruoli di due studenti che commettono un omicidio gratuito, per il solo gusto di provare a sé stessi di saper farla franca, infatuati dalle dottrine filosofiche apprese dal loro professore, interpretato da James Stewart. Il film tuttavia non ebbe un successo di cassetta: l'argomento era tenebroso, il legame fra i personaggi di Granger e Dall adombrava l'ipotesi di un rapporto omosessuale fra i due amici e lo svolgimento della vicenda in tempo reale, girata esclusivamente all'interno di un appartamento, ricevettero un pessimo commento da parte della critica. Granger ottenne tuttavia ottime recensioni per la sua interpretazione del tormentato Phillip Morgan.

### Protagonista

Farley Granger in Senso (1954) di Luchino Visconti

Il noir La donna del bandito (1948) fu il primo film di Granger nel ruolo di protagonista assoluto. Il film, diretto da Nicholas Ray e cointerpretato da Cathy O'Donnell, ottenne un buon successo dal punto di vista degli incassi e procurò nuovamente a Granger buoni riconoscimenti.
Goldwyn cercò di creare una nuova coppia romantica che fosse gradita agli appassionati di cinema, cosicché affiancò a Granger l'attrice Joan Evans in La morte al di là del fiume (1949), La porta dell'inferno (1950) e Noi che ci amiamo (1950). Granger fu nuovamente coprotagonista con Cathy O'Donnell in La via della morte (1950). Tutti questi film, con l'eccezione di La porta dell'inferno, ebbero una buona accoglienza di pubblico ma non raggiunsero i risultati che Goldwyn sperava. Ancora una volta il produttore accettò di "prestare" Granger ad Alfred Hitchcock.
L'altro uomo (1951), il più grande successo nella carriera di Granger, ottenne ottimi riconoscimenti da pubblico e critica. In questo film, l'attore interpreta Guy Haines, un giocatore professionista di tennis che viene avvicinato da uno psicopatico ricco e fannullone, Bruno Anthony (Robert Walker), il quale gli suggerisce uno scambio di omicidi: lui ucciderà la moglie di Guy, che non vuole concedere a quest'ultimo il divorzio (omicidio che viene poi effettivamente compiuto), ed in cambio Guy ucciderà il padre di Bruno, considerato da questi un tiranno che ha l'assurda pretesa di farlo lavorare. Tratto dal romanzo di Patricia Highsmith dall'omonimo titolo, la sceneggiatura del film lascia intravedere un'attrazione di tipo omosessuale da parte di Bruno per Guy nonostante questi sia non solo sposato, ma aspiri, dopo il divorzio, a risposarsi con la bella figlia di un senatore, Ann Morton (Ruth Roman).
I successivi film di Granger furono dei fallimenti dal punto di vista degli incassi e l'attore girò Il favoloso Andersen (1952) con apprensione, lamentando la scarsa qualità del copione e criticando apertamente il film dopo il suo completamento. Desideroso quindi di terminare la collaborazione con Goldwyn, chiese nuovamente lo scioglimento del suo impegno contrattuale. Dopo un ennesimo rifiuto, tuttavia Goldwyn lo lasciò libero, non senza però pretendere che l'attore riacquistasse da lui i diritti sugli ultimi due anni di durata del contratto, il che lasciò Granger in gravi difficoltà finanziarie.
Nel 1954 Granger fu protagonista del film Senso di Luchino Visconti. Durante questo periodo apparve regolarmente in televisione, ma la sua carriera cinematografica era ormai in declino. Nel 1957 fu protagonista con Peggy Ann Garner e Shelley Winters di una produzione televisiva del racconto di A. J. Cronin Beyond This Place. Il suo solo grande successo degli anni cinquanta fu L'altalena di velluto rosso (1955), con Joan Collins e Ray Milland.

### Fine carriera

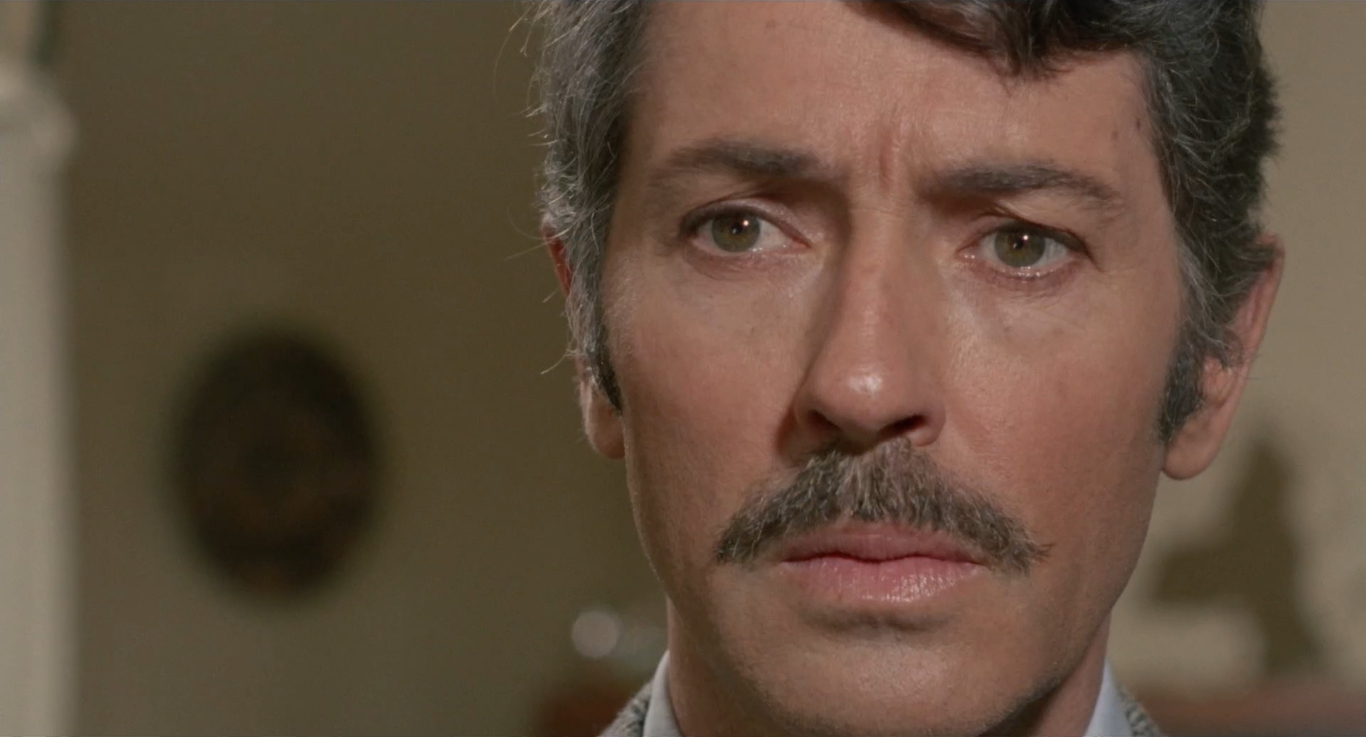
Farley Granger è il protagonista del film Rivelazioni di un maniaco sessuale al capo della squadra mobile (1972) di Roberto Bianchi Montero

Durante gli anni sessanta, Granger non girò film e la sua attività si focalizzò sul teatro, dove egli ottenne alcuni successi a Broadway fra i quali The Crucible e The Glass Menagerie. Dal 1970 al 1974 tornò al cinema, interpretando una serie di film di lingua italiana, il più noto dei quali fu il western Lo chiamavano Trinità... (1970), nel ruolo dello spietato maggiore Harriman. Nel 1980 tornò a Broadway e comparve nello spettacolo di successo Trappola mortale.
Durante gli anni settanta apparve anche in televisione in numerose soap opera ambientate a New York. La prima fu Una vita da vivere (1976-1977), prodotta dalla ABC, per la quale ottenne la candidatura al Daytime Emmy per la sua interpretazione del dottor Will Vernon. Successivamente comparve in The Edge of Night (1979) nella parte di Trent Archer e in Così gira il mondo dal 1985 al 1988.
Nel 1999 venne insignito del Premio Raymond Chandler attribuitogli dal festival italiano Courmayeur Noir in festival in occasione delle celebrazioni del centenario di Alfred Hitchcock. Nel 2001 Granger avrebbe dovuto comparire nella commedia di Noël Coward Semi-Monde ma, dopo la prova generale a Londra, si ritirò dalla produzione prima che fosse iniziata. Al 2004 risale la sua ultima apparizione cinematografica nel film di Rick McKay Broadway: The Golden Age, by the Legends Who Were There, del quale egli promosse la produzione e comparve personalmente alla prima a New York.
Riapparve in pubblico nel marzo 2007, per promuovere la sua autobiografia, Include Me Out, scritta in collaborazione con il suo compagno Robert Calhoun. Morì nel 2011, all'età di 85 anni, per cause naturali.

## Filmografia parziale

### Cinema
- Fuoco a oriente (The North Star), regia di Lewis Milestone (1943)
- Prigionieri di Satana (The Purple Heart), regia di Lewis Milestone (1944)
- Nodo alla gola (Rope), regia di Alfred Hitchcock (1948)
- La donna del bandito (They Live by Night), regia di Nicholas Ray (1948)
- Fuga nel tempo (Enchantement), regia di Irving Reis (1948)
- La morte al di là del fiume (Roseanna McCoy), regia di Irving Reis (1949)
- La via della morte (Side Street), regia di Anthony Mann (1950)
- Noi che ci amiamo (Our Very Own), regia di David Miller (1950)
- La porta dell'inferno (Edge of Doom), regia di Mark Robson (1950)
- L'altro uomo (Strangers on a Train), regia di Alfred Hitchcock (1951)
- Il cane della sposa (Behave Yourself!), regia di George Beck (1951)
- Di fronte all'uragano (I Want You), di Mark Robson (1951)
- La giostra umana (O. Henry's Full House, episodio "Il dono dei Magi"), di Henry King (1952)
- Il favoloso Andersen (Hans Christian Andersen), regia di Charles Vidor (1952)
- Storia di tre amori (The Story of Three Loves), regia di Gottfried Reinhardt e Vincente Minnelli (1953)
- Amore provinciale (Small Town Girl), regia di László Kardos (1953)
- Senso, regia di Luchino Visconti (1954)
- Brooklyn chiama polizia (The Naked Street), regia di Maxwell Shane (1955)
- L'altalena di velluto rosso (The Girl in the Red Velvet Swing), regia di Richard Fleischer (1955)
- Gioco d'azzardo (Rogue's Gallery), regia di Leonard Horn (1968)
- Maharlika, regia di Jerry Hopper (1970)
- La tela del ragno (1970)
- Lo chiamavano Trinità, regia di E.B. Clucher (1970)
- La rossa dalla pelle che scotta, regia di Renzo Russo (1971)
- Qualcosa striscia nel buio, regia di Mario Colucci (1971)
- Alla ricerca del piacere, regia di Silvio Amadio (1972)
- Rivelazioni di un maniaco sessuale al capo della squadra mobile, regia di Roberto Bianchi Montero (1972)
- Il serpente (Le Serpent), regia di Henri Verneuil (1973)
- Lo chiamavano Mezzogiorno (Un hombre llamado Noon), regia di Peter Collinson (1973)
- Amore mio, uccidimi!, regia di Franco Prosperi (1973)
- Arnold, regia di Georg Fenady (1973)
- Pianeta Venere, regia di Elda Tattoli (1974)
- La moglie giovane, regia di Giovanni D'Eramo (1974)
- La polizia chiede aiuto, regia di Massimo Dallamano (1974)
- Rosemary's Killer (The Prowler), regia di Joseph Zito (1981)
- Very Close Quarters, regia di Vladimir Rif (1986)
- The Imagemaker, regia di Hal Weiner (1986)
- The Whoopee Boys - Giuggioloni e porcelloni (The Whoopee Boys), non accreditato, regia di John Byrum (1986)
- The Next Big Thing, regia di P.J. Posner (2001)

### Televisione
- Climax! – serie TV, episodio 2x33 (1956)
- The 20th Century-Fox Hour – serie TV, episodio 2x06 (1956)
- The DuPont Show of the Month – serie TV, episodi 1x03-3x05-4x05 (1957-1961)
- I giorni di Bryan (Run for Your Life) – serie TV, episodio 2x15 (1966)
- Hondo – serie TV, episodio 1x06 (1967)
- The Outsider – serie TV, episodio 1x02 (1968)
- Ellery Queen – serie TV, episodio 1x01 (1975)
- La maschera della morte (Death Mask), regia di Richard Friedman – film TV (1984)
- Un salto nel buio (Tales from the Darkside) - serie TV, episodio 1x04 (1984)
- La signora in giallo (Murder, She Wrote) – serie TV, episodio 6x14 (1990)

## Doppiatori italiani
Nelle versioni in italiano delle opere in cui ha recitato, Farley Granger è stato doppiato da:
- Gianfranco Bellini in Nodo alla gola, Fuga nel tempo, Il cane della sposa, Di fronte all'uragano, La giostra umana, L'altalena di velluto rosso
- Sergio Graziani in Lo chiamavano Trinità..., La rossa dalla pelle che scotta, Qualcosa striscia nel buio, Alla ricerca del piacere, Amore mio uccidimi!
- Giuseppe Rinaldi in La porta dell'inferno, Il favoloso Andersen, Storia di tre amori, Amore provinciale
- Adriano Rimoldi in Prigionieri di Satana
- Sergio Fantoni in L'altro uomo (ridoppiaggio)[1]
- Enrico Maria Salerno in Senso
- Giorgio Piazza in Rivelazioni di un maniaco sessuale al capo della squadra mobile
- Pino Colizzi in Il serpente
- Renato Turi in Lo chiamavano Mezzogiorno
- Dario Penne in La moglie giovane
- Roberto Villa in La polizia chiede aiuto
- Walter Maestosi in Rosemary's Killer
- Claudio Capone ne La donna del bandito (ridoppiaggio)[2][3]
- Roberto Chevalier in Fuga nel tempo (ridoppiaggio)
- Tonino Accolla in La via della morte (ridoppiaggio)[4][5]